# Maj-Britt Bæhrendtz
Maj-Britt Gabriella Bæhrendtz, nacida Pohlmer (Strängnäs, 23 de mayo de 1916 - 15 de julio de 2018) fue una escritora y locutora sueca.
Estuvo casada con el escritor Nils Erik Bæhrendtz (1943-2002) y participó en el programa radiofónico Sommar i P1

## Obras selecionadas
- 1959: Döden en dröm
- 1968: Rör på dig, ät rätt, må bra
- 1970: Tio år med TV